# Fish Hoek
Fish Hoek (en afrikáans Vishhoek), es un suburbio, anteriormente municipio independiente, de Ciudad del Cabo, Península del Cabo, Provincia de Cabo Occidental, Sudáfrica. Se halla en la costa de la bahía Falsa (False Bay). Aunque el primer asentamiento es de 1660, no se constituyó como municipio hasta 1940 rango que mantendría durante cincuenta años hasta 1996, año en el que se convierte en un municipio de transición de la Península Sur. Finalmente cuatro años después, en el 2000, se incorpora a Ciudad del Cabo, capital legislativa de Sudáfrica.
Como curiosidad cabe destacar que hasta hace poco, Fish Hoek era un área "seca", es decir, era un área libre de alcohol debido a que fue una de las condiciones puestas por el antiguo propietario que cedió el terreno para el desarrollo, fue que no se vendiera alcohol allí. Hoy en día, el alcohol está disponible en restaurantes y bares, pero solo recientemente se han permitido las tiendas de botellas.

## Historia
Fish Hoek aparece con el topónimo Vissers Baay o Visch Hoek en los primeros mapas de la Península del Cabo elaborados por los holandeses, ya en el siglo XVII.
La llegada de los primeros colonos europeos a Fish Hoek en 1652 obligó a los nativos khoikhoi a abandonar la zona. La playa de Fish Hoek se utilizó más tarde como base para la caza de ballenas y la pesca. El diplomático Edmund Roberts visitó Fish Hoek en 1833 y lo describió como un puerto pesquero pobre con una pequeña industria ballenera.
En 1883, Hester Sophia de Kock compró el terreno. Se casó con un granjero local llamado Jacob Isaac de Villiers en 1901. Ellos cultivaban trigo y hortalizas, pero también proporcionaban alojamiento a los viajeros. Así fueron los primeros empresarios turísticos en Fish Hoek. Debido a su ubicación, la vista y el faro, el lugar se hizo cada vez más popular. Tras la muerte de Hester y Jacob de Villiers, el terreno fue vendido en 1918. Su tumba está en el pequeño cementerio al lado de la Iglesia Reformada Holandesa en Kommetjie Road . La antigua masía se convirtió en hotel pero se incendió en 1947. Por esa época se edificó el llamado 'Paseo de Jager', que debe su nombre del primer alcalde Herman Scott Jager, fue completado durante la década de 1930. Este sendero panorámico construido entre las rocas conduce desde la playa a lo largo de las olas hasta Sunny Cove.
Primero, se construyeron casas de vacaciones. Sin embargo, dado que había una buena conexión ferroviaria a Ciudad del Cabo con la Línea Sur del Metrorail , cada vez más personas se establecieron de forma permanente. Finalmente, en 1940, Fish Hoek era suficientemente grande para convertirse en municipio. Este estatus duro hasta 1996. Entre los años 1996 a 2000, Fish Hoek era parte del Municipio de la Península Sur.

## Demografía
| Rango | Etnia              | Número | Porcentaje |
| ----- | ------------------ | ------ | ---------- |
| 1     | Blancos            | 9774   | 82,2       |
| 2     | Negros (africanos) | 1153   | 9,7        |
| 3     | Coloured           | 606    | 5,1        |
| 4     | Indios/asiáticos   | 14     | 1,4        |
| 5*    | Otros              | 23     | 1,9        |

| Rango | Lengua    | N.º hablantes | Porcentaje |
| ----- | --------- | ------------- | ---------- |
| 1     | Inglés    | 9869          | 83         |
| 2     | Afrikáans | 1498          | 12,6       |
| 3     | Otras     | 523           | 4,4        |